# Phrurotimpus daliensis
Espèce
Phrurotimpus daliensis est une espèce d'araignées aranéomorphes de la famille des Phrurolithidae.

## Distribution
Cette espèce est endémique du Yunnan en Chine,. Elle se rencontre vers Dali.

## Description
Le mâle holotype mesure 1,74 mm et la femelle paratype 2,34 mm

## Systématique et taxinomie
Cette espèce a été décrite par Mu, Lin et Zhang en 2022.

## Étymologie
Son nom d'espèce, composé de dali et du suffixe latin -ensis, « qui vit dans, qui habite », lui a été donné en référence au lieu de sa découverte, la préfecture autonome bai de Dali.

## Publication originale
- Mu, Lin & Zhang, 2022 : « First records of the genus Phrurotimpus Chamberlin & Ivie, 1935 from China, with two new species and one new combination (Araneae: Phrurolithidae). » Zootaxa, no 5124(5), p. 565-576.